# Van Eck phreaking
A Van Eck phreaking é uma técnica de ataque de violação de segurança do tipo phreaking - também conhecido como ataque tempest - que tem o objetivo de realizar interceptações eletrônicas, através do reconhecimento de padrões de radiação electromagnética rastreadas via receptores de rádio. Uma vez gravados em áudio, estes sinais podem ser decodificados, quebrando assim o sigilo da informação.

## Eponímia
Quem primeiro divulgou esta técnica publicamente foi o pesquisador holandês Win Van Eck, em 1985, em um artigo que incluía uma simples prova de conceito.

## LCDs
Durante alguns anos, foi divulgado que telas de LCD eram imunes a este tipo de ataque, mas em abril de 2004, pesquisas acadêmicas revelaram que alguns tipos de telas de LCD, como a de laptops, também são vulneráveis ao ataque tempest, porém empregando uma técnica diferente, onde o equipamento de espionagem que foi construído para a prova de conceito no laboratório da universidade custou menos que US$ 2.000,00. desta forma, o ferramental necessário tem um custo mais elevado do que um clássico Van Eck phreaking. Porém, mesmo assim, ainda tem um baixo custo.

## Contramedidas
Contramedidas para estes ataques são detalhadas em um artigo da NSA, que é uma norma de prevenção de espionagem de equipamentos digitais. Uma contramedida envolve a blindagem do equipamento para minimizar a emissão de radiação eletromagnética. Outro método, especificamente para informações de vídeo, é a utilização de uma técnica de embaralhamento dos sinais eletromagnéticos, deixando a imagem perceptível visualmente intacta; esta técnica apenas dificulta a engenharia reversa, mitigando o risco, mas não impede o ataque. Um exemplo de contramedida é a utilização de fonte de alimentação com filtro passa-baixo; e randomização do bit menos significativo dos dados das informações de processamento de vídeo.